# Rio Madeirinha
O rio Madeirinha é um curso de água que banha os estados do Amazonas e Mato Grosso, no Brasil.